# Enrique Alcalde
Enrique Alcalde Cruchaga; (Santiago, 3 de marzo de 1894-24 de octubre de 1966). fue un abogado y político chileno. Hijo de Enrique Alcalde Pereira y Hortensia Cruchaga Aspillaga. Contrajo matrimonio con Elvira Irarrázaval Errázuriz (1928).

## Actividades Profesionales
Educado en el Colegio de los Sagrados Corazones de Santiago y luego cursó dos carreras profesionales: Derecho e Ingeniería, ambas en la Pontificia Universidad Católica de Chile. Titulado de ingeniero en 1918 y de abogado en 1921. Su tesis de Derecho se tituló “Comentarios al artículo 1179 del Código Civil chileno”. Perfeccionó ambas carreras en Europa.
Además de abogado, desempeñó también actividades agrícolas en el Fundo Huertos de Naltahua, en Talagante, donde se dedicó a la producción de frutas. Propietario de los fundos “La Capilla” y “El Olivo” en Talagante y del fundo “Montelorenzo”, en San Vicente de Tagua Tagua.

## Actividades Políticas
Miembro del Partido Conservador. Fue miembro de la Directiva del Centro de Propaganda de su colectividad.
Electo diputado por el 2.º. Distrito Metropolitano: departamento de Talagante (1933-1937), integrando la comisión permanente de Hacienda. Reelecto diputado por el mismo distrito (1937-1941), en esta ocasión perteneció a la comisión de Agricultura y Colonización.
Nuevamente diputado por Talagante (1941-1945), continuó en la comisión permanente de Hacienda y en la de Economía y Comercio. Reelecto por la misma agrupación (1945-1949), integró la comisión de Trabajo y Previsión Social.
Representó a la Cámara de Diputados ante la Conferencia de San Francisco, Estados Unidos (1945).
Fue parlamentario por última vez, electo diputado por la misma agrupación (1949-1953), integrando la comisión permanente de Relaciones Exteriores.
Fue Consejero de la Corporación de Fomento de la Producción (CORFO) y Vicepresidente de la Sociedad Nacional de Agricultura (SNA). Representante de la Sociedad de Fomento Fabril (SOFOFA) ante el Consejo Nacional de Vías de Comunicación (1949-1953) y Director de las calerías e industrias de Polpaico.